# دیپاپ
دیپاپ یک شرکت تجارت الکترونیک اجتماعی همتا به همتا واقع در لندن است و دفاتر دیگری در منچستر، میلان و نیویورک سیتی نیز دارد. این شرکت در حال گسترش دادن خدمات خود به سرتاسر جهان است و اکنون در کشورهایی مانند ایالات متحده ، بریتانیا ، استرالیا ، نیوزیلند و ایتالیا رواج یافته است. دیپاپ به کاربران امکان خرید و فروش اقلامی را می‌دهد که در تولید بیشتر آنها از لباس‌های وینتج و قدیمی استفاده می‌شود.

## تاریخچه
دیپاپ در سال ۲۰۱۱ توسط کارآفرینی به نام سایمن بکرمن در یک مرکز استارتاپ راه‌اندازی کسب و کار در ایتالیا تاسیس شد.  پائولو باربریس و نانا بیانکا دو نفر از اولین سرمایه‌گذاران این پلتفرم در سال ۲۰۱۲ با سرمایه‌گذاری اولیه بودند.  مقر این شرکت در سال ۲۰۱۲ به لندن منتقل شد. دیپاپ فعالیت خود را گسترش داد و دفاتر دیگری در میلان و نیویورک سیتی راه‌اندازی کرد.  بکرمن در اکتبر ۲۰۱۳ یک میلیون یورو سرمایه جمع‌آوری کرد و فاروئی رانر ریستروپ را به عنوان مدیرعامل جدید معرفی نمود.  در سال ۲۰۱۵، دیپاپ سرمایه‌گذاری ۸ میلیون دلاری دیگری را از بالدرتون کپیتال و هولتس‌برینک ونچرز تامین کرد.  اکثر کاربران فعال Dدیپاپ در بریتانیا، استرالیا، ایالات متحده و ایتالیا قرار دارند. در مارس ۲۰۱۶، مدیر عامل سابق، رونار رایزتروپ، اظهار داشت که رشد دیپاپ از طریق دهان به دهان به دست آمده است.  دیپاپ حامی رسمی برنامه Vans Warped Tour در سال ۲۰۱۶ بود. 
در ژوئن ۲۰۱۹، دیپاپ ۶۲ میلیون دلار در سری C از جنرال آتلانتیک جمع آوری کرد تا بودجهٔ توسعه‌ٔ آن را تامین کند. سرمایه‌گذاران قبلی HV  هولتس‌برینک ونچرز، بالدرتون کییتال ،  کریندام، اکتاپوس ونچرز ، تمپوکمپ و سباستین زیمیاتکوسکی نیز در این کار شرکت کردند. 
در سال ۲۰۲۰، فروش ناخالص کالا و درآمد دیپاپ بیش از دو برابر شد و به ترتیب به ۶۵۰ و ۷۰ میلیون دلار رسید.  در ژوئن ۲۰۲۱، اتسی اعلام کرد که دیپاپ را به مبلغ ۱.۶ میلیارد دلار به صورت نقدی تصاحب می‌کند، که تا آن زمان گران‌ترین خرید اتسی به شمار می‌رود، اما دیپاپ همچنان به عنوان یک برند مستقل مستقل از اتسی به فعالیت خود ادامه خواهد داد.  